# サイアム・スクエア
座標: 北緯13度44分39.95秒 東経100度31分59.3秒 / 北緯13.7444306度 東経100.533139度

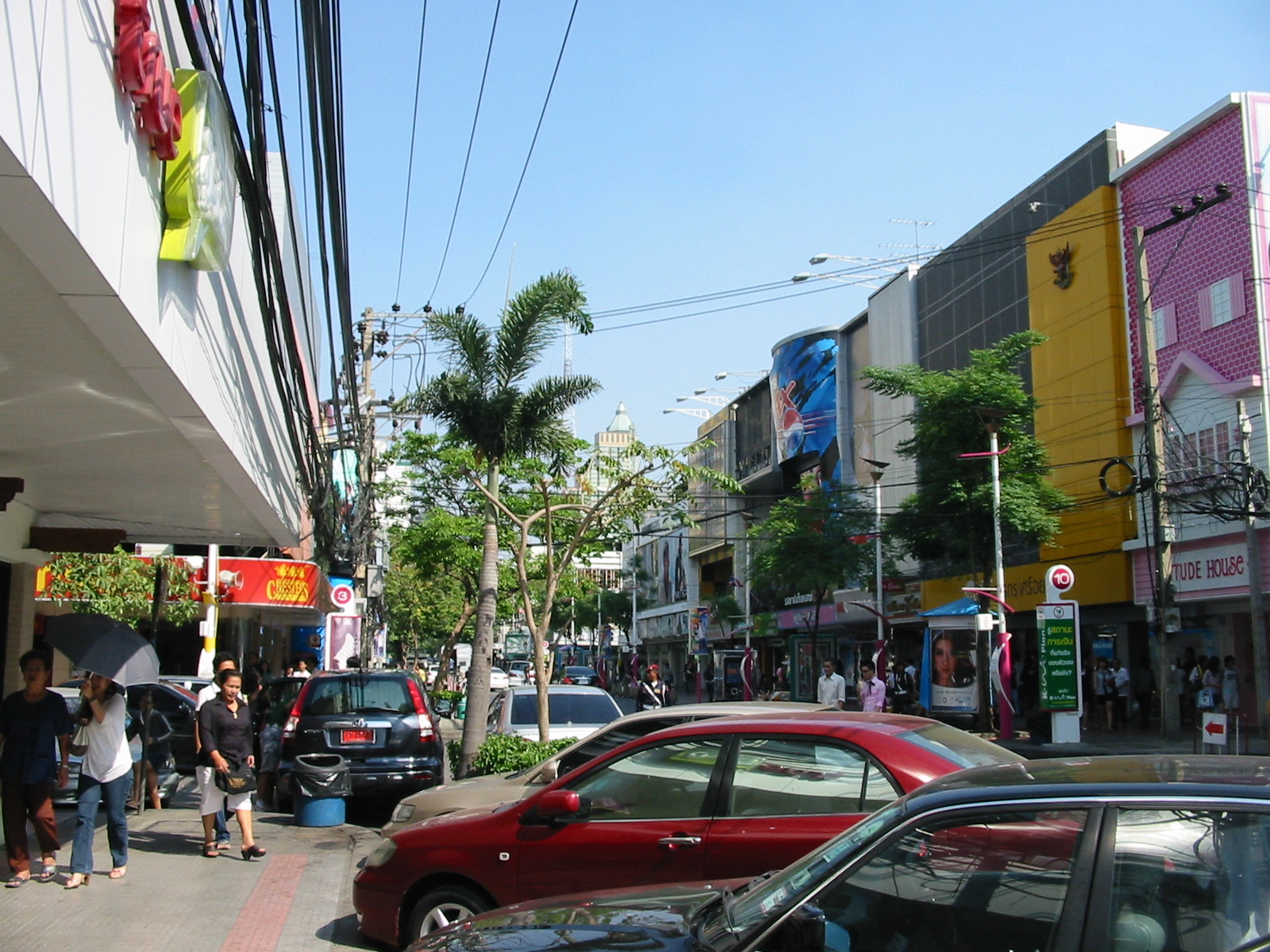
サイアム・スクエア

サイアム・スクエア（タイ語สยามสแควร์、英語Siam Square）は、タイ王国バンコクパトゥムワン区サイアム地区にある繁華街。同地区からスカイ・ブリッジにより、サイアム・センター（及びサイアム・ディスカバリー・センター）、MBKセンター（マーブンクロン・センター）、サイアム・パラゴン、バンコク伊勢丹、ラチャプラソンやスクムウィット通り等の主要ショッピング街につながっている。
サイアム・スクエア内にも、レストラン、カフェ、有名ブティック、レコード店、本屋、ハードロックカフェ、学習塾や銀行など多様な商業施設が展開している。来客層も高校生や大学生から会社員や外国人観光客まで実に幅広い。“バンコクの新宿 ” と呼ばれることもある。

## 歴史
チュラーロンコーン大学の所有地を有効活用するため、1965年に最初の建物が建設された。タイ王国で最も権威のある同大学の隣地という好条件から、この地域はすぐに発展した。当初は普通のお店が軒を連ねていたが、徐々にブランドの店舗が入居するようになり、ホテル、ショッピングセンターやレストラン等の新業種／大規模開発の参入を誘発した。周囲の地区もサイアム・スクエアの繁盛に肖るべく、積極的に地区間をつなげる工夫をしている。顕著な例として、MBKセンターからサイアム・スクエアに繋がるエアコン付きの陸橋歩道がある。現在、サイアム・スクエアは特に10代の若者に人気が高く、若者の流行の発信地である。若者向けのイベントもよく開催される。

## 所在地
- サイアム・スクエアはパトゥムワン区に所在し、ヘンリー・デュナント通り、ラーマ1世通り、パヤータイ通りに接している。
- ラーマ1世通りの反対側にはサイアム・パラゴンとサイアム・センターがあり、バンコク・スカイトレインのサイアム駅を通って連絡している。
- パヤータイ通りの向こう側にはMBKセンターがあり、ボナンザ・モールを通ってエアコン付きの陸橋歩道を通ってアクセスができる。
- サイアム・スクエアの駐車場は料金は比較的安いが、常に混雑しており週末は場所の確保が非常に難しい。

## 交通
- バンコク・スカイトレイン – サイアム駅

## 商業

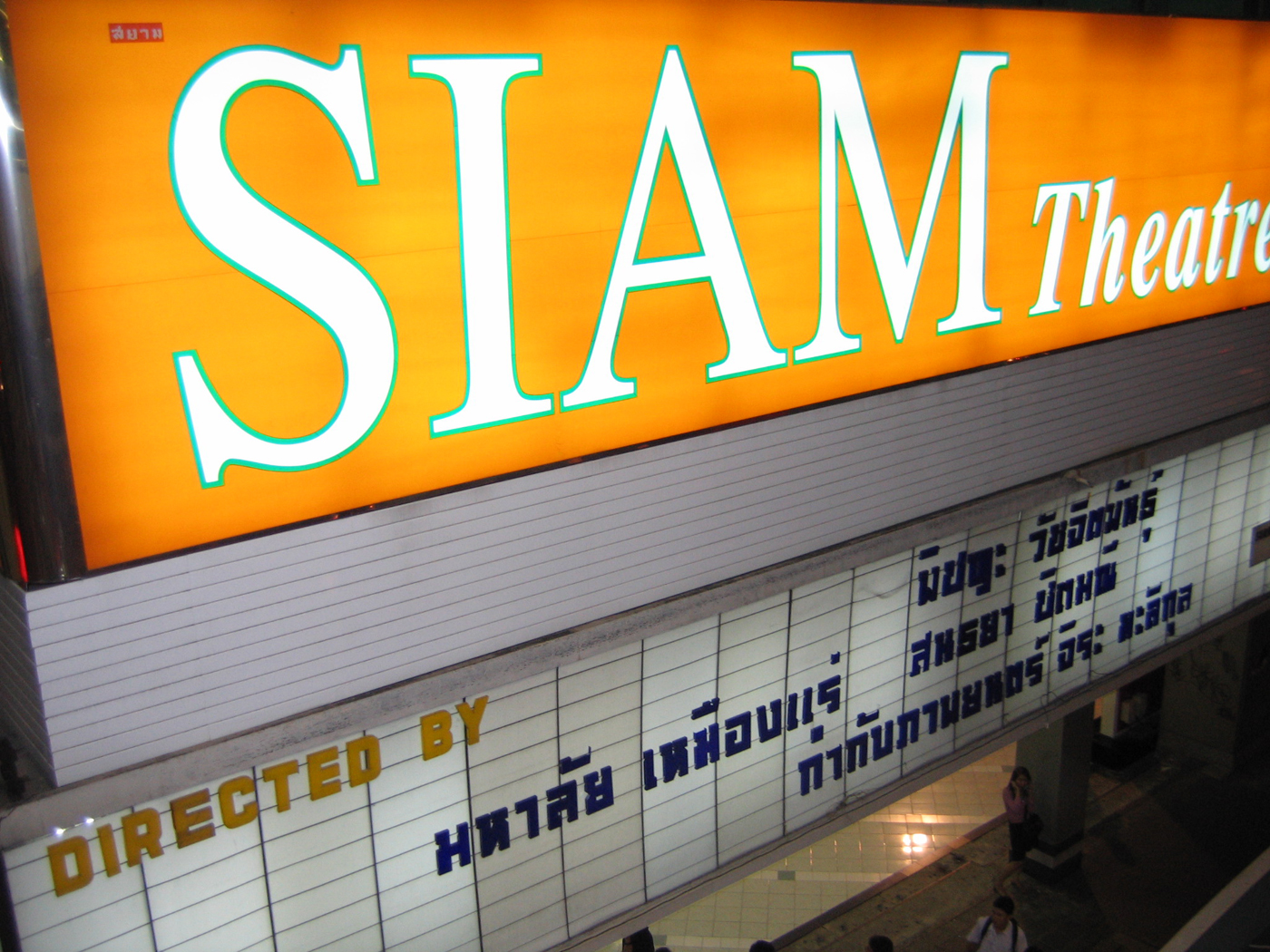
サイアム劇場

- 映画館－1967年に設立されたスカラ劇場と1970年代に設立されたリド劇場とサイアム劇場の3つの老舗映画館がある。いずれもタイ王国内の他の劇場では上演しない単館系や外国映画を得意とする。

- 学習塾－多くの学習塾がサイアム・スクエアに集中している。扱う分野も英語、英会話、タイ語、社会、数学、物理、化学と幅広く、それぞれの学校が得意とする科目をもっている。

- レストラン－ハードロック・カフェ（世界的有名チェーン店）、スカラ（中華）、S&P（国内チェーン店。タイ及び多国籍料理）、See Fah（国内チェーン店）、Coca（元祖タイスキチェーン店）、MK（人気タイスキチェーン店）、It Happened to be a Closet（イタリア料理）、Vanilla（イタリア料理とギフト店）等。

- ショッピング－有名チェーン店、ワトソンズ（国内薬局チェーン）、有名ブランド店、宝石店、レコード店、その他アパレル店等で混み合っている。MBKセンターの反対側にあるボナンザ・モールは小規模小売店舗が連なり若者向けのディスカウント品を揃えている。